# یلوه سیاه آمریکایی
یلوه سیاه آمریکایی (نام علمی: Laterallus jamaicensis) نام یک گونه از سرده یلوه‌های کوچک است.